# Lockyer Creek
Lockyer Creek är ett vattendrag i Australien. Det ligger i delstaten Queensland, omkring 43 kilometer väster om delstatshuvudstaden Brisbane.
I omgivningarna runt Lockyer Creek växer huvudsakligen savannskog. Runt Lockyer Creek är det mycket glesbefolkat, med 3 invånare per kvadratkilometer. Genomsnittlig årsnederbörd är 1 222 millimeter. Den regnigaste månaden är januari, med i genomsnitt 252 mm nederbörd, och den torraste är september, med 30 mm nederbörd.